# 土卫二生命发现者

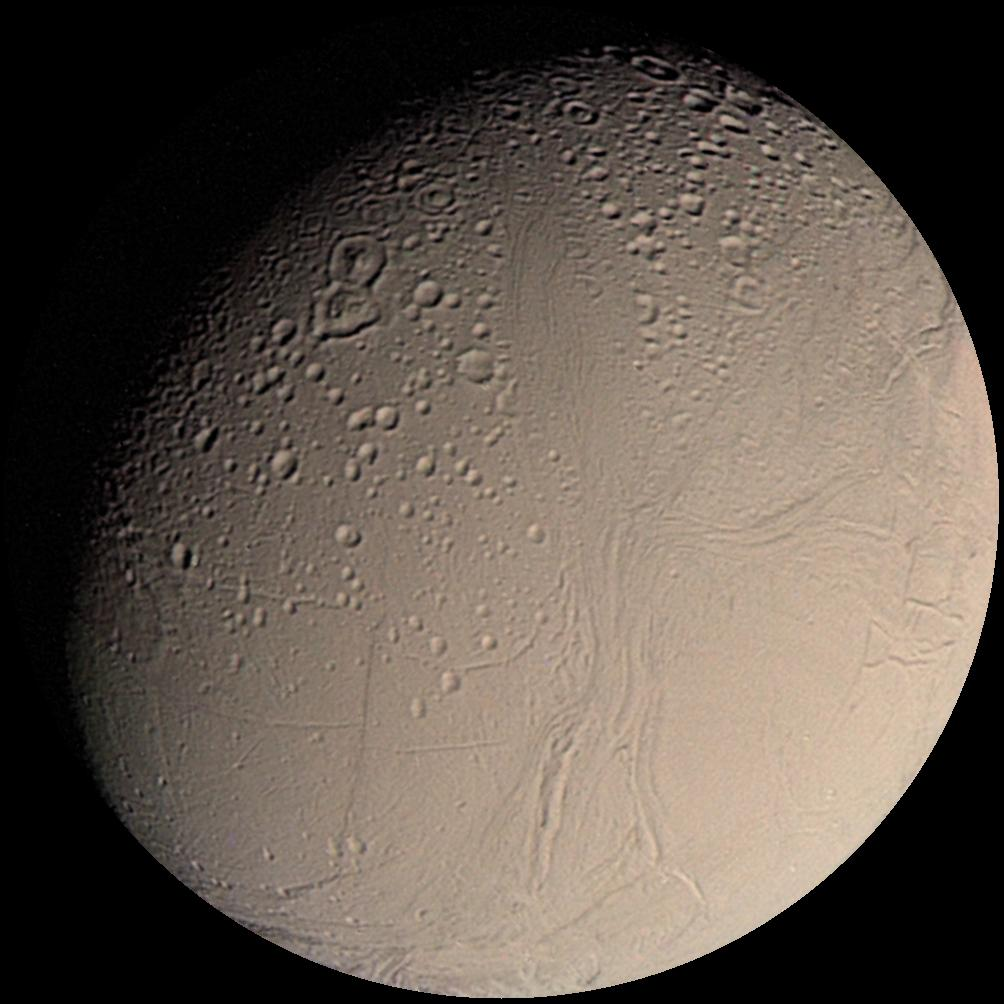
1981年旅行者2号拍摄的土卫二照片：中下方是撒马尔罕沟(中下方)；左上方分别为阿里巴巴和阿拉丁撞击坑

土卫二生命发现者（英語：Enceladus Life Finder，英文简称“ELF”）是一项拟议的天体生物学任务概念，旨在通过一艘美国宇航局探测器来评估土衛二内部液态海洋的宜居性。土衛二是土星的第六大卫星，其化学成分与彗星相似。该太空探测器将环绕土星运行并多次穿过土卫二喷泉的羽状喷流。它将由探测器上的太阳能电池板提供电源。

## 概述

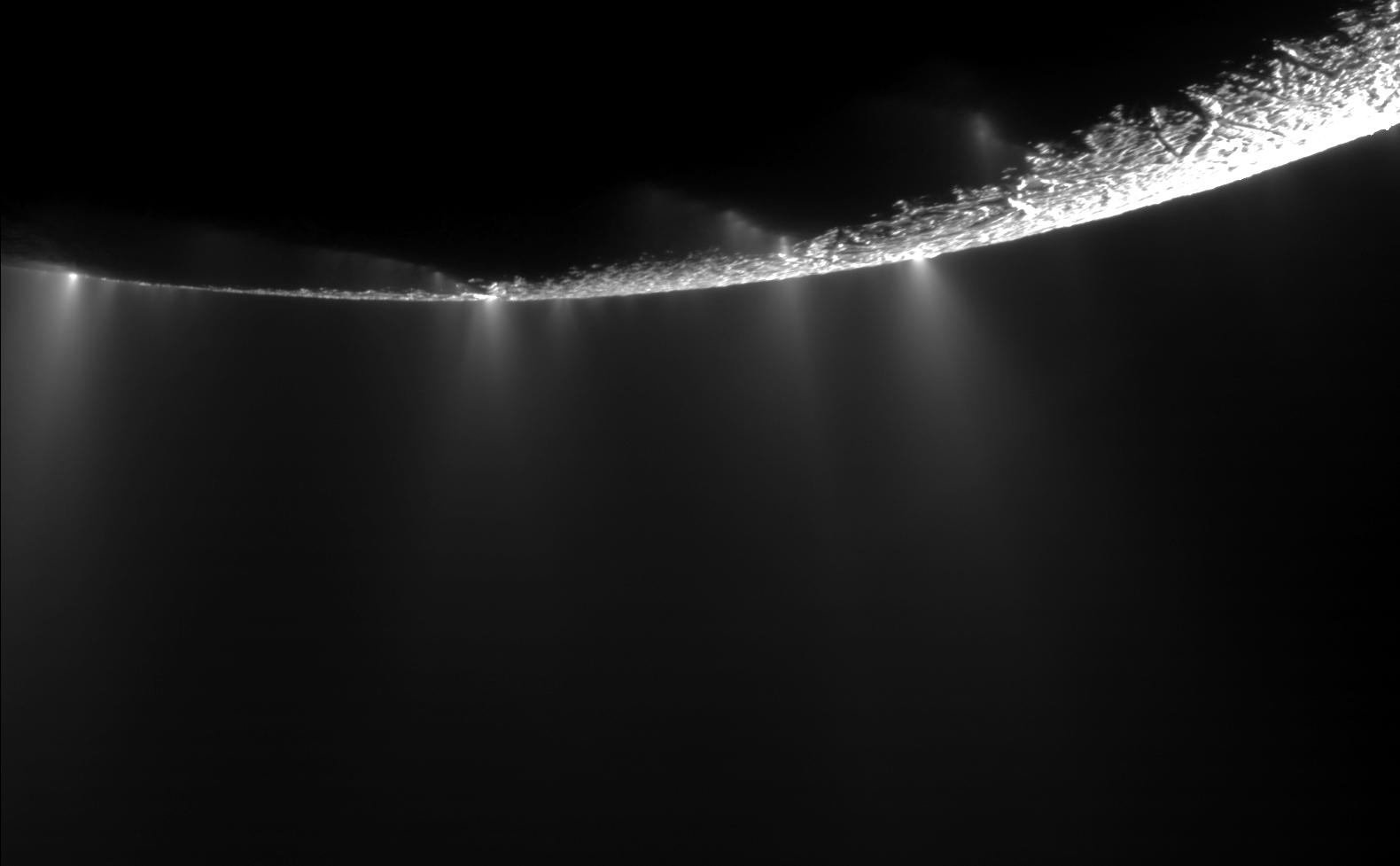
土卫二南极间歇喷泉，沿虎皮条纹特征多处地方射出的喷流。

土卫二生命发现者任务最早于2015年第13次发现任务竞选中提出，后在2017年5月曾再次参选美国宇航局第4次新疆界计划任务，但仍未被选中。
如果在未来另一次机会中被选中，该任务将在土卫二间歇泉中寻找生物印记和生物分子。南极喷流将水、盐和有机分子从地下海洋喷射到卫星表面数十英里的高空。这一假设是，水被热喷口加热，类似于地球海洋深处的特征。探测器上的仪器将测量氨基酸(蛋白质的组成部分)、分析脂肪酸，并确定喷流中发现的甲烷(CH4)是否可能产生于活的有机体。
2008年，卡西尼号轨道飞行器穿过一道喷流，并用它的中性质谱仪分析了物质。轨道器探测到包含甲烷(CH4)、一氧化碳(CO)、二氧化碳(CO2)、氮等在内的简单有机物和复杂的有机化合物。卡西尼号还探测到了钠和钾的浓度，意味着这是一片咸味的海洋。但，卡西尼号上并未配备直接分析所需灵敏度的设备。

### 任务概念

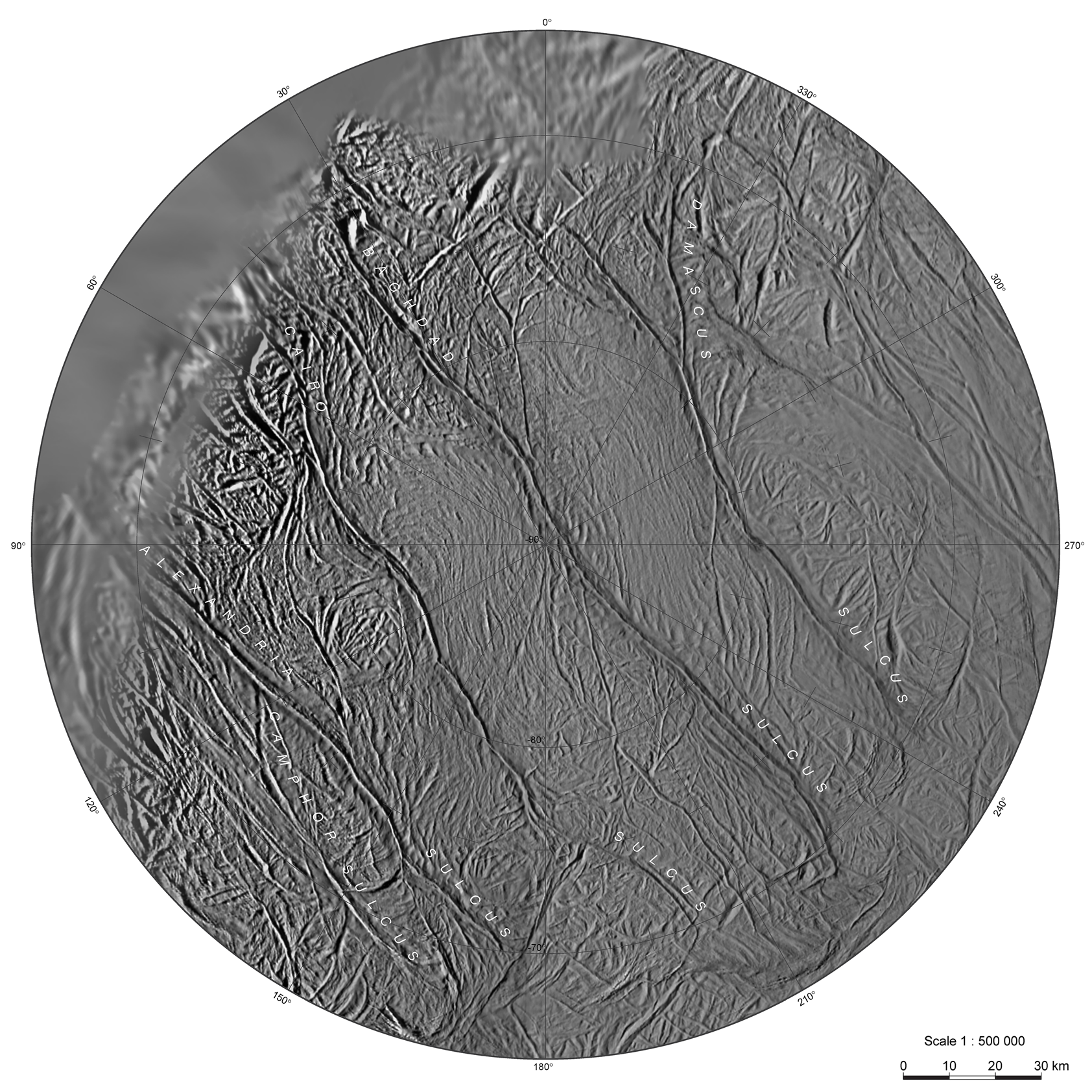
土卫二南极地区合成图显示了间歇泉所在的裂缝，这些裂缝被戏称为虎皮条纹。

土卫二生命发现者任务将继续研究2005年“卡西尼号”轨道器所发现的土卫二活跃喷流及内部海洋存在的意义。这任务的概念是让轨道飞行器在3年的时间里，从土卫二南极上空喷射的水流中穿行飞越8到10次。间歇泉可为卫星地下海洋的取样提供便利，如果里面有微生物，来自海洋中的冰粒就可能包含有天体生物学家发现它们所需的证据。该任务的首席研究员是纽约州伊萨卡市康奈尔大学的乔纳森·鲁宁（Jonathan Lunine）。

### 目标
该任务的目标直接来自最近的十年调查：第一，确定有机物的原始来源和今天有机合成的地点；第二，确定土卫二目前是否有具备生存条件的栖息地，以及现在是否有生命存在。为了实现这些目的，土卫二生命发现者任务有三个目标：
1. 测量一组精心挑选的中性物种丰度，其中一些曾是卡西尼号探测到的，以确定土卫二的有机物和挥发物是否随时间的推移发生了热变化。
2. 测定内部海洋环境详情——pH值、氧化状况、可用化学能和温度—这些都可反映该星球内部的生命承载力。
3. 通过三种普遍认为是生命诊断的独立化学测量法来寻找有机物是生物过程结果的迹象。

## 拟议的探测设备

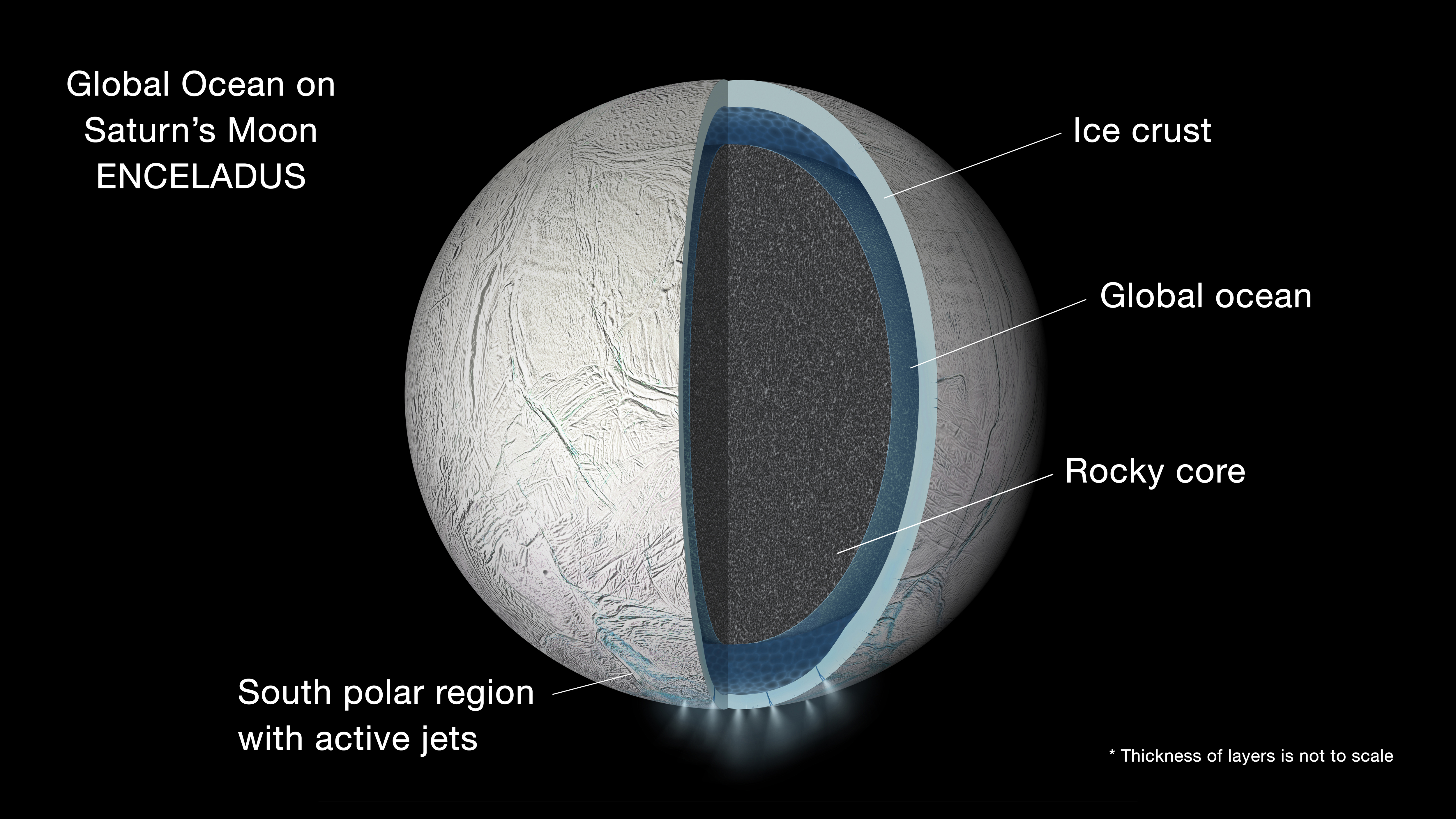
土卫二上可能存在的热液活动想像图。

土卫二生命发现者探测器将使用两台质谱仪来评估内部海洋环境的宜居性，主要由行星探测质谱仪和土卫二冰喷流分析仪组成，分别用于气体和颗粒分析：
- 行星探测质谱仪（MASPEX）是一种新一代质谱仪，其性能比现有仪器有显著的改进，并经过优化，可分析从喷口排出的气体。
- 土卫二冰喷流分析仪（ENIJA），用于分析喷口喷出的固体颗粒。

卡西尼号探测器测量到土卫二喷出的小二氧化硅颗粒，它们通常形成于摄氏90°或更高的温度。这些颗粒的大小和成分表明它们来自当前的热液活动，在那里，海洋与下面岩石相遇，是生命的主要栖息地。
 
土卫二生命发现者的仪器将进行三种测试，以尽量减少生命检测过程中的模糊性。第一种方法是寻找氨基酸(蛋白质的组成部分)的特征分布；第二测试将测定脂肪酸或类异戊二烯中碳的数量分布是否偏向于特定的规则(偶数、奇数或可被小整数整除)；第三种方法将测量碳和氢同位素比值，以及甲烷相对于其他烷烃的丰度，以评估这些数值是否位于生物过程的范围内。

## 另请参阅
- 生命起源
- 天体生物学
- 土卫二探测器
- 土卫二生命印记与宜居性 (ELSAH)
- 土卫二和土卫六探测器 (E2T)
- 欧罗巴快船
- 土卫二和土卫六之旅 (JET)
- 土卫二生命调查 (LIFE)
- 西奥号